# Trubadur (album)
Trubadur är det andra studioalbumet med den norska vissångaren Jan Eggum. Albumet utgavs 1976 av skivbolaget CBS. Medverkande musiker på albumet var bland andra medlemmar ur musikgruppen "Saft" från Bergen. Trubadur återutgavs på CD 1996 på skivbolaget Grappa Musikkforlag".

## Låtlista
Sida 1
1. "Velkommen til maskinen" – 3:39
2. "Berit og Bjørn" – 3:02
3. "Ugress i ditt bed" – 2:40
4. "Nøkken ta meg hvis jeg blir forelsket" – 2:51
5. "Å som de lo" – 2:10
6. "Gull i din sang" – 4:04
7. "Trubadur" – 2:53

Sida 2
1. "Sånn kan det gå" – 3:28
2. "Gudesønn" – 2:58
3. "Det er så lett" – 3:11
4. "Sigurd" – 4:39
5. "Jeg må ha luft" – 3:03
6. "Til topps" – 3:50

Alla låtar skrivna av Jan Eggum.

## Medverkande
Musiker
- Jan Eggum – sång, gitarr, xylofon, dragspel, basgitarr, blockflöjt, körsång, arrangement
- Trygve Thue – gitarr, basgitarr, synthesizer, blockflöjt, körsång, arrangement
- Tom Harry Halvorsen – flygel, piano, orgel, arrangement (stråkinstrument) (på "Nøkken ta meg hvis jeg blir forelsket" och "Sånn kan det gå")
- Magne Lunde – trummor, percussion
- John Magnar Bernes – munspel (på "Velkommen til maskinen")
- Edvard Askeland – kontrabas (på "Gull i din sang" och "Trubadur")
- Øystein Søbstad – saxofon (på "Ugress i ditt bed" och "Jeg må ha luft")
- Norunn Skogstrand, Signe Lunde, Christian Wille – körsång (på "Gudesønn")
- Bergen Strykekvartett
  - Rolf Sandvik – violin
  - Terje N. Johannessen – violin
- Jean Tørud – viola
- Bo Ericsson – cello

Produktion
- Trygve Thue – musikproducent, ljudtekniker
- Christian Wille – ljudtekniker
- Bertel Christensen, Per Nybø – foto
- Truls Næss, Arne Skiftesvik – omslagsdesign